# إيفيتا راديكوفا
البروفسور الدكتورة إيفيتا راديكوفا (بالسلوفاكية: Iveta Radičová)‏ هي رئيسة وزراء سلوفاكيا الحالية، وعضوة الاتحاد الديمقراطي والمسيحي السلوفاكي (بالإنجليزية: Slovak Democratic and Christian Union)‏. وهي أول رئيسة وزراء سلوفاكية أنثى، وقد تولت منصب رئيسة الوزراء في 8 يوليو 2010.
ولدت في 7 ديسمبر 1956 في سلوفاكيا وأصبحت رئيسة البرلمان سلوفاكيا.

## وصلات خارجية
- إيفيتا راديكوفا على موقع IMDb (الإنجليزية)
- إيفيتا راديكوفا على موقع الموسوعة البريطانية (الإنجليزية)
- إيفيتا راديكوفا على موقع مونزينجر (الألمانية)
- الموقع الرسمي